# Marazlăveni, Cetatea Albă
Marazlăveni (în ucraineană Маразліївка, transliterat: Marazliivka) este localitatea de reședință a comunei Marazlăveni din raionul Cetatea Albă, regiunea Odesa, Ucraina.

## Demografie
Componența lingvistică a localității Marazlăveni
     Ucraineană (94,56%)
     Rusă (4,29%)
     Alte limbi (1,08%)
Conform recensământului din 2001, majoritatea populației localității Marazlăveni era vorbitoare de ucraineană (94,56%), existând în minoritate și vorbitori de rusă (4,29%).